# Xylophanes rhabdotus
Xylophanes rhabdotus är en fjärilsart som beskrevs av Charles Oberthür 1904. Xylophanes rhabdotus ingår i släktet Xylophanes och familjen svärmare. Inga underarter finns listade i Catalogue of Life.